# Нордорф
Нордорф (њем. Norddorf) општина је у њемачкој савезној држави Шлезвиг-Холштајн. Једно је од 132 општинска средишта округа Нордфризланд. Према процјени из 2010. у општини је живјело 638 становника. Посједује регионалну шифру (AGS) 1054089.

## Географски и демографски подаци
Нордорф се налази у савезној држави Шлезвиг-Холштајн у округу Нордфризланд. Општина се налази на надморској висини од 0 метара. Површина општине износи 5,9 km². У самом мјесту је, према процјени из 2010. године, живјело 638 становника. Просјечна густина становништва износи 108 становника/km².